# Хернес, Травис
Травис Энрике Хернес (норв. Travis Enrique Hernes; род. 4 ноября 2005, Кингстон) — норвежский футболист, полузащитник клуба «Ньюкасл Юнайтед».

## Клубная карьера
Хернес — воспитанник английского клуба «Шрусбери Таун». 30 августа 2022 года в матче Кубка английской лиги против молодёжного состав «Вулверхэмптон Уондерерс» он дебютировал за основной состав. В этом же поединке Травис забил свой первый гол за «Шрусбери Таун». 5 августа 2023 года в матче против «Челтнем Таун» он дебютировал в Первой лиге Англии. В 2023 году Травис перешёл в «Ньюкасл Юнайтед». В начале 2025 года Хернес перешёл в датский «Ольборг» на правах аренды. 23 февраля в матче против «Орхуса» он дебютировал в датской Суперлиге. По окончании аренды игрок вернулся в «Ньюкасл Юнайтед».

## Международная карьера
В 2024 году в составе юношеской сборной Норвегии Хернес принял участие в юношеском чемпионате Европы в Северной Ирландии. На турнире он сыграл в матчах против сборных Италии, Украины, Северной Ирландии и Турции.